# Flavius Ablabius
Flavius Ablabius (gräzisiert Ablabios; * auf Kreta; † 338) war ein hoher römischer Beamter der Spätantike und ein Vertrauter Kaiser Konstantins des Großen.
Ablabius kam als Kind armer Eltern auf der Insel Kreta zur Welt. Auf Kreta war er zunächst Beamter (officialis) des römischen Statthalters, bevor er im Seehandel ein Vermögen erwirtschaftete. Der überzeugte Christ gewann das Vertrauen Kaiser Konstantins und stieg an dessen Seite zu höchsten Ehren auf. Vielleicht war Ablabius der Vicarius in der Provinz Asia, der zwischen 324 und 326 das Ersuchen der Einwohner der Stadt Orkistos in Phrygien um den Status einer Civitas unterstützte.
Von 326 bis 337 war Ablabius Praefectus praetorio ohne fest umrissenen Amtssprengel. 326 hielt er sich in dieser Eigenschaft in Italien auf, danach im Osten. 331 bekleidete Ablabius das Konsulat. Er soll die treibende Kraft bei der Hinrichtung des heidnischen Philosophen Sopatros von Apameia gewesen sein. Nach Konstantins Tod 337 wurde er von Constantius II. entlassen und schließlich wegen des Verdachts, die Kaiserschaft anzustreben, hingerichtet (siehe auch Morde nach dem Tod Konstantins des Großen). Ablabius’ Tochter Olympias war mit dem späteren Kaiser Constans verlobt – ein Beleg dafür, dass Konstantin ihm überaus gewogen war. Sein Haus in Konstantinopel gehörte später Galla Placidia.
Sidonius Apollinaris überliefert in einem Brief (5, 8, 2) ein im Hendekasyllabus verfasstes Distichon des Ablabius. Die Zuweisung dieses Epigramms wird jedoch angezweifelt.